# Arragsia basalaris
Arragsia basalaris är en insektsart som beskrevs av Young 1986. Arragsia basalaris ingår i släktet Arragsia och familjen dvärgstritar. Inga underarter finns listade i Catalogue of Life.